# Isatis kozlowskyi
Isatis kozlowskyi är en korsblommig växtart som beskrevs av Aleksandr Alfonsovitj Grossgejm. Isatis kozlowskyi ingår i släktet vejdar, och familjen korsblommiga växter. Inga underarter finns listade i Catalogue of Life.